# بيني فنتون
بيني فنتون (بالإنجليزية: Benny Fenton)‏ (28 أكتوبر 1918 في المملكة المتحدة - 29 يوليو 2000 في المملكة المتحدة) هو مدرب كرة قدم ولاعب كرة قدم بريطاني (وحمل سابقاً جنسية المملكة المتحدة لبريطانيا العظمى وأيرلندا) في مركز نصف الجناح. لعب مع تشارلتون أثلتيك وكولتشستر يونايتد ونادي ميلوول ووست هام يونايتد.

## وصلات خارجية
- بيني فنتون على موقع قاعدة بيانات كرة القدم.إي يو (الإنجليزية)
- بيني فنتون على موقع عالم كرة القدم.نت (الإنجليزية)